# Rova (gmina Domžale)
Rova – wieś w Słowenii, w gminie Domžale. W 2018 roku liczyła 477 mieszkańców.